# Noah Püntener
Noah Püntener (* 12. Juli 1999) ist ein Schweizer Unihockeyspieler, der beim Nationalliga-A-Verein HC Rychenberg Winterthur unter Vertrag steht.

## Karriere
In seiner Jugend spielte Püntener für UHC Grünenmatt und Floorball Thurgau, bevor er zu SV Wiler-Ersigen wechselte. Unter anderem seine beeindruckende Leistung in der U21-Liga, wo er als Topscorer mit 88 respektive 93 Scorerpunkten in den Saisons 2017/18 und 2018/19 glänzte, führte zu seinem Wechsel zum HC Rychenberg Winterthur. Püntener debütierte 2019 in der Nationalliga A für den HC Rychenberg Winterthur. In der Saison 2021/22 war er Topscorer des Vereins und auch fixer Bestandteil der U23-Nationalmannschaft der Schweiz. Als zu dem Zeitpunkt erneuter Topscorer und fünftbester Scorer der Liga überhaupt verlängerte er im Februar 2023 seinen Vertrag bei Rychenberg.